# بعثة الأمم المتحدة في تيمور الشرقية
بعثة الأمم المتحدة في تيمور الشرقية تأسست بموجب قرار مجلس الأمن 1246 في 11 يونيو 1999م لفترة حتى 31 أغسطس 1999م. بموجب قرار مجلس الأمن 1257 المؤرخ 3أغسطس، تم تمديد بعثة الأمم المتحدة في تيمور الشرقية حتى 30 سبتمبر 1999.

## أمر رسمي
تنظيم إجراء مشاورة شعبية على أساس اقتراع مباشر وسري وعالمي، للتحقق مما إذا كان شعب تيمور الشرقية يقبل الإطار الدستوري المقترح الذي ينص على حكم ذاتي خاص لتيمور الشرقية داخل جمهورية إندونيسيا الوحدوية أو رفض الاقتراح الخاص المقترح الحكم الذاتي لتيمور الشرقية، مما يؤدي إلى انفصال تيمور الشرقية عن إندونيسيا، وفقا للاتفاق العام وتمكين الأمين العام من الاضطلاع بمسؤوليته بموجب الفقرة 3 من الاتفاق الأمني.

## العاملين
- الممثل الشخصي للأمين العام: السفير جامشيد ماركر (باكستان).
- الممثل الخاص للأمين العام ورئيس البعثة: السيد إيان مارتن (المملكة المتحدة).
- نائب الممثل الشخصي للأمين العام: السيد فرانسيس فيندريل (إسبانيا).
- رئيس الشرطة المدنية: المفوض آلان ميلز (أستراليا).
- كبير ضباط الاتصال العسكري: العميد رزاق حيدر (بنغلاديش).
- المفوضون الانتخابيون: باتريك أ. برادلي (أيرلندا) ويوهان كريغلر (جنوب إفريقيا) وبونغ سوك سوهن (كوريا الجنوبية).
- كبير موظفي الانتخابات: السيد جيف فيشر (الولايات المتحدة).
- كبير الموظفين الإداريين: السيد يوهانيس وورتيل (هولندا).
- كبير الموظفين السياسيين: السيدة بينغ يونغ تشو (سنغافورة).
- رئيس شؤون الإعلام: السيد ديفيد ويمهورست (كندا).
- الموظفون الدوليون: 210 موظف.
- الشرطة المدنية: الانتشار الحالي 271 شرطي. بمساهمات من الأرجنتين، أستراليا، النمسا، بنغلاديش، البرازيل، كندا، مصر، غانا، أيرلندا، إيطاليا، اليابان، الأردن، ماليزيا، موزمبيق، نيبال، نيوزيلندا، باكستان، الفلبين، البرتغال، جمهورية كوريا، الاتحاد الروسي، السنغال، إسبانيا، السويد، تايلاند، المملكة المتحدة، أوروغواي، الولايات المتحدة، زيمبابوي.
- ضباط الاتصال العسكري: الانتشار الفعلي 50 عسكري، بمساهمات من أستراليا والنمسا وبنغلاديش والبرازيل والدنمارك وأيرلندا وماليزيا ونيوزيلندا والبرتغال والاتحاد الروسي وتايلاند والمملكة المتحدة والولايات المتحدة وأوروغواي.
- متطوعو الأمم المتحدة: النشر الفعلي 422 متطوع يشمل موظفي الانتخابات في المقاطعات، وموظفي الدعم، والوحدة الطبية، بمساهمات من 67 دولة.
- الموظفون المحليون: الرقم الفعلي 668 من الموظفين الأساسيين، 401 تم توظيفهم لمدة 20 يومًا لفترة تسجيل الناخبين و3600 إضافي تم تعيينهم لمدة خمسة أيام قبل وبعد الاقتراع، و5 موظفين محليين في كل مركز اقتراع.